# (1607) Mavis
(1607) Mavis ist ein Asteroid des Hauptgürtels, der am 3. September 1950 von E. L. Johnson, vom Union-Observatorium in Johannesburg aus, entdeckt wurde. 
Der Asteroid ist nach dem Vornamen der Ehefrau von J. A. Bruwer, einem Astronom des Union-Observatoriums, benannt.